# Otfrid Foerster
Otfrid Foerster, född 9 november 1873 i Breslau, död 15 juni 1941 där, var en tysk läkare, son till filologen Richard Foerster.
Foerster blev 1917 professor i neurologi i Breslau. Han utgav bland annat Die Kontrakturen bei den Erkrankungen der Pyramidenbahn (1906), Die Mitbewegungen bei Gesunden, Nerven- und Geisteskranken (1901), Die Physiologie und Pathologie der Koordination (1902), Kriegsschädigungen der peripheren Nerven (1921) samt Die Leitungsbahnen des Schmerzgefühles (1927). Mest känd är Foerster genom den efter honom uppkallade Foersters operation, som bygger på att överskärning av bakre, sensibla ryggmärgsrötterna vid kramptillstånd i benen vid vissa hjärn- och ryggmärgssjukdomar nedsätter retbarhet och löser krampen.